# Claire Clairmont
Clara Mary Jane Clairmont (27 de abril de 1798 - 19 de março de 1879), ou Claire Clairmont como era comumente conhecida, foi irmã adotiva da escritora Mary Shelley e mãe da filha ilegitima de Lord Byron, Allegra Byron. Acredita-se que ela seja o tema de um poema de Percy Bysshe Shelley .